# Trofeum Petera Forsberga
Trofeum Petera Forsberga – nagroda przyznawana corocznie od sezonu 2012–13 najlepszemu szwedzkiemu hokeiście – napastnikowi, w rozgrywkach szwedzkiej SHL. Wyróżnienie przyznaje Szwedzka Federacja Hokeja na Lodzie. Patronem nagrody jest były szwedzki hokeista Peter Forsberg.

## Nagrodzeni
| Sezon     | Zawodnik         | Klub                |
| --------- | ---------------- | ------------------- |
| 2012/2013 | Jimmie Ericsson  | Skellefteå AIK      |
| 2013/2014 | Joakim Lindström | Skellefteå AIK      |
| 2014/2015 | Mattias Sjögren  | Linköpings HC       |
| 2015/2016 | Linus Omark      | Saławat Jułajew Ufa |
| 2016/2017 | Oskar Lindblom   | Brynäs IF           |
| 2017/2018 | Elias Pettersson | Växjö Lakers        |
| 2018/2019 | Joel Lundqvist   | Frölunda HC         |